# Съживяване на език
Съживяването на език в лингвистиката е опитът да се спре или възстанови упадъкът на език или да се съживи изчезнал език.   Участници в този процес са лингвисти, културни или обществени групи или правителства. Някои твърдят, че има разграничение между възраждането на езика (възраждане на изчезнал език без съществуващи носители на езика) и съживяването на езика (спасяването на застрашен език). Има само един успешен пример за пълно възраждане на език – еврейският език иврит, създаващ ново поколение носители на езика без никакви съществуващи носители на езика като модел. 
Езиците, избрани за съживяване, обикновено са със силно ограничена употреба и известност. За съживяване на езика могат да се използват различни тактики. Сред тях обикновено са опит за разширяване или опит за запазване на броя на говорещите, за да се защити езика от изчезване или смърт.
Причините за съживяване варират – те могат да включват физическа опасност, засягаща онези, чийто език умира, икономическа опасност като експлоатацията на местни природни ресурси, политическа опасност като геноцид или културна опасност/асимилация. Смяга се, че повече от 2000 езика вече са изчезнали. ООН изчислява, че повече от половината езици, които се говорят днес, имат по-малко от 10 000 говорещи и че една четвърт имат по-малко от 1 000 говорещи; също така ако не се положат усилия за поддържането им, през следващите сто години повечето от тях ще изчезнат.  Тези цифри често се цитират като причини, поради които съживяването на езика е необходимо за запазване на езиковото многообразие. Културата и идентичността също често се цитират като причини за съживяване на езика, като в такъв случай езикът се възприема като уникално „културно съкровище“.  Една общност често гледа на езика като на уникална част от своята култура, свързваща го със своите предци или със земята, съставлявайки съществена част от историята и самосъзнанието ѝ. 
Ревитализацията на езика също е тясно свързана с лингвистичното поле на езиковата документация . В тази област лингвистите се опитват да създадат пълен запис на граматиката, лексиката и езиковите характеристики на даден език. Тази практика често може да доведе до повече загриженост за съживяването на конкретен изучаван език. Освен това задачата за документиране често се поема с цел съживяване. 

## Степени на езикова застрашеност

### Петобална скала
- Здрав/силен: всички поколения използват езика в различни ситуации
- Отслабващ/болен: говори се от възрастни хора; не се използва напълно от по-младите поколения
- Умиращ: остават само няколко възрастни говорещи; вече не се използва като роден език от децата
- Мъртъв: вече не се говори като роден език
- Изчезнал: вече не се говори и има малко или никакви писмени записи

### Друга скала
Друга скала за идентифициране на степента на застрашеност на езика се използва в документа от 2003 г. („Жизненост и застрашеност на езика“), поръчан от ЮНЕСКО от група международни лингвисти. Езиковедите, наред с други цели и приоритети, създават скала с шест степени за жизненост и застрашеност на езика. Те също така предлагат девет фактора или критерия за „характеризиране на цялостната социолингвистична ситуация на даден език“.

## Теория
Една от най-важните предварителни стъпки в ревитализацията/възстановяването на езика включва установяване на степента, до която конкретен език е бил „изместен“. Това помага на участващите страни да намерят най-добрия начин за подпомагане или съживяване на езика. 

### Стъпки за възстановяване на езика
Има много различни теории или модели, които изграждат планове за съживяване на език. Един от тях е предоставен от известния лингвист Джошуа Фишман . Моделът на Фишман за съживяване на застрашени (или спящи) езици и за превръщането им в устойчиви   се състои от процес от осем етапа. Усилията трябва да се съсредоточат върху по-ранните етапи на възстановяване преди да се премине към по-късните етапи. Осемте етапа са следните:
1. Усвояване на езика от възрастни, които на практика действат като езикови чираци (препоръчва се, когато повечето от останалите говорещи езика са възрастни и социално изолирани от другите говорещи езика).
2. Създаване на социално интегрирана популация от активни говорещи (или потребители) на езика (на този етап обикновено е най-добре да се концентрирате основно върху говоримия език, а не върху писмения език).
3. В населените места, където има известен брой хора, обичайно използващи езика, насърчаване неофициалната употреба на езика сред хора от всички възрастови групи и в рамките на семействата и насърчаване ежедневната му употреба чрез създаването на местни квартални институции, в които езикът се насърчава, защитени и (поне в определени контексти) използвани изключително.
4. В областите, където е постигната устна езикова компетентност във всички възрастови групи, насърчаване на езиковата грамотност, но по начин, който не зависи от помощта (или добрата воля на) държавната образователна система.
5. Където държавата го позволява и където броят го оправдава, насърчаване използването на езика в задължителното държавно образование.
6. Когато горните етапи са постигнати и консолидирани, насърчаване на използването на езика на работното място.
7. Когато горните етапи са постигнати и консолидирани, насърчете използването на езика в местните правителствени служби и медиите.
8. Когато горните етапи са постигнати и консолидирани, насърчете използването на езика във висшето образование, правителството и др.

Този модел на съживяване на езика има за цел да насочи усилията там, където са най-ефективни и да избегне загубата на време в опити за постигане на по-късните етапи на възстановяване, когато по-ранните етапи не са постигнати. Например, вероятно е разточително да се води кампания за използването на даден език по телевизията или в държавните служби, ако почти няма семейства, които имат навика да използват езика.
Освен това Тасаку Цунода описва набор от различни техники или методи, които говорещите могат да използват, за да се опитат да съживят даден език, включително техники за съживяване на изчезнали езици и поддържане на слаби. Техниките, които той изброява, често са ограничени до текущата жизненост на езика.
Той твърди, че методът на потапяне не може да се използва за съживяване на изчезнал или умиращ език. За разлика от това, методът майстор-чирак на индивидуално предаване на езиковите умения може да се използва с умиращи езици. Няколко други метода за съживяване, включително тези, които разчитат на технологии като записи или медии, могат да се използват за езици във всяко състояние на жизнеспособност. 

### Фактори за успешно съживяване на езика
Дейвид Кристъл в книгата си „Езикова смърт“ (Language Death) развива теорията, че съживяването на езика е по-вероятно да бъде успешно, ако неговите говорещи:
- повишават престижа на езика сред доминиращата общност;
- увеличават богатството и доходите си;
- увеличават легитимната си власт в очите на доминиращата общност;
- имат силно присъствие в образователната система;
- може да запише езика;
- могат да използват електронни технологии. [12]

В книгата си „ Застрашени езици: Въведение“ (Endangered Languages: An Introduction) Сара Томасън отбелязва успеха на усилията за възраждане на съвременния иврит и относителния успех на съживяването на маори в Нова Зеландия (вижте конкретни примери по-долу). Един забележителен фактор, който споделят тези два примера, е, че децата са отгледани в напълно потапяща среда.  В случая с иврит, това е в ранните колективни общности, наречени кибуци .  За маорския език В Нова Зеландия това беше направено чрез езиково гнездо . 
Гилад Зукърман предлага „възрожденската лингвистика“ като нова лингвистична дисциплина и парадигма.
Според Зукърман„възрожденската лингвистика съчетава научни изследвания на усвояването на роден език и изучаването на чужд език. В крайна сметка възстановяването на езика е най-екстремният случай на изучаване на втори език. Възрожденската лингвистика допълва установената област на документалната лингвистика, която записва застрашените езици, преди да заспят." 
Зукърман предполага, че „възраждащата лингвистика променя полето на историческата лингвистика, например, като отслабва модела на родословното дърво, което предполага, че един език има само един родител.“ 
Съществуват разногласия в областта на съживяването на езика по отношение на степента, в която съживяването трябва да се съсредоточи върху поддържането на традиционния език, срещу разрешаването на опростяване или широко разпространено заемане от езика на мнозинството .

#### Компромис
Цукерман признава наличието на „местни особености и идиосинкразии“  но предполага, че
„има езикови ограничения, приложими към всички опити за съживяване. Овладяването им би помогнало на възрожденците и лидерите на първите нации да работят по-ефективно. Например, по-лесно е да възкресиш основния речник и словесните спрежения, отколкото звуците и словореда. Възрожденците трябва да бъдат реалисти и да изоставят обезсърчаващите, контрапродуктивни лозунги като „Дайте ни автентичност или ни дайте смърт!“ 
Нанси Дориан посочва, че консервативните нагласи към заемките и граматическите промени често възпрепятстват усилията за съживяване на застрашените езици (както при тиви в Австралия) и че може да съществува разделение между образовани съживители, интересуващи се от историчността, и останалите говорещи, интересуващи се от местен автентичен идиом (както понякога се случва с ирландски ). Някои твърдят, че структурният компромис може всъщност да подобри перспективите за оцеляване, какъвто може да е бил случаят с английския в постнорманския период . 

#### Традиционалисти
Други лингвисти твърдят, че когато съживяването на езика заема много от езика на мнозинството, резултатът е нов език, може би креолски или пиджин.  Например съществуването на „нео-хавайски“ като отделен език от „традиционния хавайски“ е предложено поради силното влияние на английския върху всеки аспект на възродения хавайски език.  Това е предложено и за ирландския, с рязко разделение между „градски ирландски“ (говорен от говорещи го като втори език) и традиционен ирландски (говорен като първи език в районите на Gaeltacht ). По отношение на считания за умиращ в този период мански език, ученият Т. Ф. О'Рахили заявява: „Когато един език се предаде на чужд идиоми и когато всички негови говорещи станат двуезични, наказанието е смърт.“  Нийл МакРей заявява, че употребата на шотландски келтски става все по-токенистична и родният келтски идиом се губи в полза на изкуствени термини, създадени от говорещите го като втори език. 

## Конкретни примери
Пълното съживяване на мъртъв език (в смисъл на липса на носители на езика ), за да се превърне в споделено средство за комуникация на самоподдържаща се общност от няколко милиона говорещи първия език, се е случва само веднъж – с иврит, в момента национален език на Израел . В този случай има уникален набор от исторически и културни характеристики, които улесняват възраждането. (Вижте Възраждане на еврейския език) Ивритът, който някога е бил до голяма степен литургичен език, е възстановен като средство за ежедневна комуникация от евреите, мигриращи към сегашната държава Израел и палестинските територии, започвайки през деветнадесети век. Това е най-известният и успешен пример в света за съживяване на език.
Литературните езици без носители на езика се радват н миналото на голям престиж и практическа полезност като lingua francas, често наброяващи милиони говорещи свободно наведнъж. В много такива случаи упадъкът в употребата на книжовния език, понякога рязък, по-късно е придружен от силен възход. Това се случва например при възраждането на класическия латински през Ренесанса и възраждането на санскрит в ранните векове след Христа. Аналогично явление в съвременните арабски говорещи области е разширената употреба на литературния език (съвременен стандартен арабски език, форма на класическия арабски от 6-ти век сл. н. е.). Това се преподава на всички образовани оратори и се използва в радиопредавания, официални дискусии и т.н. 
Освен това литературните езици понякога се издигат до нивото да станат първи езици на много големи езикови общности. Пример е стандартният италиански, който произхожда като литературен език, базиран на езика на Флоренция от 13-ти век, особено както е използван от такива важни флорентински писатели като Данте, Петрарка и Бокачо. Този език съществува в продължение на няколко века предимно като литературно средство, с малко носители на езика; дори през 1861 г., в навечерието на обединението на Италия, езикът наброява само около 500 000 говорещи (за голям брой от които не е роден език) от общото население от ок. 22,000,000. Последващият успех на езика е чрез съзнателно развитие, при което на говорещите някой от многобройните италиански езици им било преподавано на стандартен италиански като втори език и впоследствие са го предавали на своите деца, които са го учили като първи език. Разбира се, това става за сметка на местните италиански езици, повечето от които сега са застрашени. При подобни обстоятелства се радват на успех високонемския, стандартния чешки, кастилски испански и други езици.

### Африка
Коптският език започва своя упадък, когато арабският става преобладаващ език в Египет. Папа Шенуда III създава „Институт за коптски език“ през 1976 г. в коптската православна катедрала Свети Марко в Кайро с цел съживяване на коптския език.  

### Америка

#### Северна Америка
През последните години нарастващ брой индиански племена се опитват да съживят езиците си.  Например има мобилни приложения (включително фрази, списъци с думи и речници) на много местни езици, включително кри, чероки, чикасоу, лакота, оджибве, онайдски, масачузет, навахо, халк'емейлем, гуичин и лушутсийд .
Вампаноаг, език, говорен от едноименното племе в Масачузетс, претърпява проект за възраждане на езика, ръководен от лингвиста Джеси Литъл Доу Беърд. Членовете на племето използват обширните писмени записи, които съществуват на техния език, включително превод на Библията и правни документи, за да учат и преподават вампаноаг. Проектът може да се похвали с деца говорещи свободно езика, като това се случва за първи път от над 100 години.   В допълнение, в момента има опити за възраждане на езика чоченьо в Калифорния, който е изчезнал. 

#### Южна Америка
Кичуа е разновидност на езика кечуа, който се говори в Еквадор, като е един от най-разпространените местни езици в Южна Америка. Въпреки този факт кичуа е застрашен език, главно поради широкото ползване на испанския език в Южна Америка. Една общност от първостепенни говорители на кичуа, Лагунас, е една от първите местни общности, които преминават към испански език.  Това се дължи на увеличаването на търговията и бизнеса с големия испаноговорещ град наблизо. Хората от Лагунас твърдят, че това не е било с цел културна асимилация, тъй като те ценят високо своята културна идентичност.  Въпреки това, след като този контакт е осъществен, езикът на хората от Лагунас се измества през поколенията към двуезичия с испанския и сега по същество е испанският е единственият говорим език. В днешни дни повечето членове на Лагунас говорят само испански и знаят едва няколко думи на кичуа.

### Азия

#### Иврит
Възраждането на еврейския език е единственият наистина успешен пример за съживен мъртъв език.  Еврейският език оцелява в средновековния период като език на еврейската литургия и равинската литература . С възхода на ционизма през 19 век той се възражда като говорим и литературен език, превръщайки се предимно в говорима лингва франка сред ранните еврейски имигранти в Османска Палестина и получава официален статут в конституцията от 1922 г. на британския мандат за Палестина и впоследствие на държавата Израел . 

#### Санскрит
Възраждането на санскрит е в Индия. При преброяването на населението в Индия от 2001 г. 14 135 души са посочили санскрит като свой майчин език. При преброяването на населението в Индия през 2011 г. броят им се увеличава до 24 821 души Санскритът отбелязва рекорден растеж от над 70 процента за едно десетилетие. Развиват се и много села, където се говори санскрит.    Въпреки това говорещите санскрит все още представляват само 0,00198 процента от общото население на Индия.  

#### Сойот
Сойотският език на малобройните сойоти в Бурятия, Русия, част от сибирските тюркски езици, е реконструиран. През 2002 г. е публикуван сойотско-бурятско-руски речник. В момента езикът се преподава в някои начални училища. 

#### Айну
Езикът айну на местното население айну в Северна Япония в момента е процес на умиране, но се полагат усилия за неговото съживяване. Проучване на Хокайдо от 2006 г. показва, че само 4,6% от анкетираните Айну могат да разговарят или да „говорят малко“ Айну.  Към 2001 г. айну не се преподава в нито едно начално или средно училище в Япония, но има възможност да се учи в множество езикови центрове и университети в Хокайдо, както и в университета Чиба в Токио. 

#### Манджурски
В Китай манджурският език е един от най-застрашените езици, говорен само в три малки района на Манджурия.  Някои ентусиасти се опитват да съживят езика на своите предци, като използват налични речници и учебници. В регион Синцзян все още се говори сродният му език шибе. 

#### Испански
Във Филипините местна разновидност на испанския език, която се основава предимно на мексикански испански, е лингва франка на страната от испанската колонизация от 1565 г. Заедно с филипинския (стандартизиран тагалог ) и английския е официален език чак до 1987 г. След ратифицирането на нова конституция испанския е отбелязан като „доброволен“ език. В резултат на премахването му като официален език и годините маргинализация на официално ниво по време и след американската колонизация, използването на испански сред населението намаля драстично, като останалите носители на езика остават предимно възрастни хора.    Езикът обаче претърпявя постепенно възраждане и официализиране при администрацията на бившия президент Глория Макапагал Аройо.   Резолюция № 2006 – 028 възстановява испанския език като задължителен предмет в средните училища и университетите.  Резултатите биват незабавни, като търсенето на работа за испаноговорещи бележи ръст след 2008 г.  През 2010 г. Институтът Сервантес в Манила съобщава, че броят на испаноговорещите в страната е приблизително 3 милиона, като цифрата включва тези, които говорят базирания на испански креолски Чавакано. 

#### Други азиатски
Инициативата за съживяване на Кодрах Кристанг в Сингапур се стреми да съживи критично застрашения креолски език кристанг. 
В Тайланд съществува проект за съживяване на езика чонг, ръководен от Сувилай Премсират. 

### Европа
В Европа, през 19-ти и началото на 20-ти век, използването както на местните, така и на изучаваните езици намалява, тъй като централните правителства на различните държави налагат своя народен език като стандарт в цялото образование и официална употреба (това беше случаят в Обединеното кралство, Франция, Испания, Италия и Гърция, и до известна степен в Германия и Австро-Унгария ). 
През последните няколко десетилетия локалниятнационализъм и движенията за основни човешки права се превръщат в по-мултикултурен политически стандарт в европейските държави; рязкото осъждане на по-ранните практики за потискане на регионалните езици се изразявя в използването на термини като „лингвицид“.

#### Ирландски
Един от най-известните европейски опити за съживяване на език се отнася до ирландския език . Докато английският е доминиращ в по-голямата част от Ирландия, ирландският, келтски език, все още се говори в определени области, наречени гелтахти,  но и там е в сериозен упадък.  Предизвикателствата, пред които е изправен езикът през последните няколко века, включват изключване от важни области, социално омаловажаване, както и смъртта и емиграцията на много говорещи ирландски език по време на ирландския глад през 1840-те години и продължаваща емиграция оттогава. Усилията за съживяване на ирландския обаче се правят от средата на 19 в. и са свързани с мотивът за ирландска политическа независимост.  Възраждането на съвременния ирландски език включва основно преподаването на ирландски като задължителен език в масовите англоезични училища. Но неуспехът да се преподава по ефективен и ангажиращ начин означава (както отбелязва лингвистът Андрю Карни), че учениците не придобиват свободното ползване на езико, необходимо за трайната му жизнеспособност, и това води до скука и негодувание от изучаването му. Карни също отбелязва липсата на медии на ирландски език (2006),  въпреки че това вече не е така.
Упадъкът на гелтахтите и неуспехът на ръководеното от държавата съживяване са противопоставени от движение за градско възраждане. Това до голяма степен се основава на независима училищна система, базирана в общността, известна най-общо като гелсколеана. Тези училища преподават изцяло на ирландски и техният брой нараства, като само в Дъблин има над тридесет такива училища.  Те са важен елемент в създаването на мрежа от ирландскоговорещи в градовете (известни като гелгеоири), които обикновено са млади, добре образовани и от средната класа. Вероятно е тази група да е придобила критична маса, факт, отразен в разширяването на ирландоезичните медии.  Телевизията на ирландски език се радва на особен успех.  Твърди се, че те обикновено са по-добре образовани от едноезичните говорещи английски и се радват на по-висок социален статус.  Те представляват прехода на ирландския към модерен градски свят, със съпътстващо повишаване на престижа.

#### Шотландски келтски
Съществуват и настоящи опити за съживяване на сродния език шотландски келтски, който бива потиснат след образуването на Обединеното кралство и навлиза в по-сериозен упадък поради разчистването на Хайланд. Понастоящем келтският се ползва широко само на Западните острови и в някои сравнително малки области на планините и островите. Намаляването на говорещите келтски език е забавено, като обаче центърът на населението, което ползва езика се е изместил към говорители с първи език английски в градските райони, особено в Глазгоу.  

#### Мански език
Друг келтски език, мански, загуби последния човек, чийто този език е бил роден през 1974 г. Езикът бе обявен за изчезнал от ЮНЕСКО през 2009 г., но никога не е излязъл от употреба.  Сега езикът се преподава в началните и средните училища, включително като единствено средство за преподаване в началното училище Bunscoill Ghaelgagh. Използва се в някои публични събития и се говори като втори език от приблизително 1800 души.  Усилията за съживяването му включват радио предавания, социални медии и онлайн ресурси. Правителството на Ман също се включва в усилията за ревитализирането на езика със създавнето организации като Фондация за наследство на Ман ( Culture Vannin ) и длъжността служител по езика на Ман.  Правителството публикува официална стратегия за мански език за 2017 – 2021 г. 

#### Корнуолски език
Има редица опити за съживяване на корнуолския език, както частни, така и някои в рамките на партньорството за корнуолски език. Някои от дейностите включват превод на християнските писания,  гилдия на бардове  и популяризиране на корнуолската литература на съвременен корнуолски, включително романи и поезия.

#### Калó
Ромите заселили се на Иберийския полуостров, с времето развиват иберийски ромски диалект. С течение на времето ромският престава да бъде пълноценен език и се превръща в кало – смесица между иберийска романска граматика и ромски речников запас. С уседналостта и преподаването само на официалните езици в Испония кало се използва все по-рядко. Тъй като самият иберийски ромски е изчезнал, а кало е застрашен, има опити да се съживи езика. Испанският политик Хуан де Диос Рамирес Ередиа популяризира „романó-калó“, вариант на езика на ромите, обогатен с думи от кало.

#### Ливонски език
Ливонският език е фински език, говорен някога на около една трета от съвременната територия на Латвия,  който умира през 21 век със смъртта на последния носител на езика Гризелда Кристина на 2 юни 2013 г.  Днес има около 210 души, живеещи предимно в Латвия, които се самоопределят като ливонци и говорят езика на ниво A1-A2 според Общата европейска езикова рамка и между 20 и 40 души, които говорят езика на ниво B1 и нагоре .  Днес всички говорещи учат ливонски като втори език. Има различни програми за обучение на латвийците относно културното и езиково наследство на ливонците и факта, че повечето латвийци имат общ ливонски произход. 
Програмите, свързани с ливонската култура, включват:
- Livones.net [68] с информация за език, история и култура на областта
- Ливонският институт на Латвийския университет [69] прави изследвания върху ливонския език, други фински езици в Латвия и предоставя обширен ливонско-латвийско-естонски речник[70]
- Виртуална Ливония[71], предоставяща информация за ливонския език и неговата граматика
- Mierlinkizt: [72] Ежегоден летен лагер за деца за обучение на ливонския език, култура и др.
- Līvõd Īt (Ливонски съюз) [73]

Ливонското езиково и културно наследство е включено в латвийския културен канон  и защитата, съживяването и развитието на ливонския като местен език е гарантирано от латвийското законодателство 

#### Старопруски език
Няколко лингвисти и филолози участват в съживяването на реконструирана форма на изчезналия старопруски език използвайки документи като катехизисите на Лутер, речника на Елбинг, както и имена на места и пруски заемки в долнопруския диалект на немския език. Към момента няколко десетки души използват езика в Литва, Калининград и Полша, включително и деца, които са двуезични по рождение. 
Наскоро обществото Prusaspirā публикува своя превод на „Малкият принц “ на Антоан дьо Сент-Екзюпери . Книгата е преведена и издадена през 2015 г.  Другите усилия на балтийските пруски общества включват разработването на онлайн речници, приложения за обучение и игри. Има също така няколко опита да се продуцира музика с текстове, написани на възродения балтийско-пруски език, най-вече в Калининградска област от Romowe Rikoito,  Kellan и Āustras Laīwan, а също и в Литва от Kūlgrinda в техния албум Prūsų Giesmės от 2005 г. ( Пруски химни),  и в Латвия от Rasa Ensemble през 1988 г. 

#### Йола
Движението за възраждане на езика йола се култивира в Уексфорд през последните години, а ресурсният център „Gabble Ing Yola“ за материали на йола твърди, че днес има около 140 говорещи езика. 

### Океания

#### Австралия
Европейската колонизация на Австралия и последващите щети, понесени от аборигенските общности, имат катастрофален ефект върху местните езици, особено в югоизточната и южната част на страната, оставяйки някои общества без живи традиционни носители на езика. Редица аборигенски общности във Виктория и другаде сега се опитват да съживят някои от тези езици . Работата обикновено се ръководи от група аборигенски старейшини и други знаещи хора, като работещите по езика на общността извършват по-голямата част от изследванията и преподаването. Те анализират данните, разработват системи за правопис и речник и подготвят ресурси. Решенията се вземат в сътрудничество. Някои общности наемат лингвисти, а има и лингвисти, които работят независимо,  като Луиз Херкус и Питър К. Остин .
- В щата Куинсланд се полагат усилия за преподаване на някои местни езици в училищата и за разработване на семинари за възрастни. Някога в щата са се говорили повече от 150 езика, но днес по-малко от 20 се говорят като първи език и по-малко от два процента от училищата преподават местен език. Езикът <i>гунгари</i> е един езиците, за който се полагат опити да се съживи, като са останали само трима носители на езика. [83] [84]
- В далечния север на Южна Австралия езикът дияри има активна програма в ход, с налични материали за преподаване в училищата и по-широката общност. [85]
- Министерството на образованието и обучението на Виктория съобщи за 1867 записани ученици в 14 училища, предлагащи програма за аборигенски езици в щата Виктория през 2018 г. [86]

#### Нова Зеландия
Един от най-добрите случаи на относителен успех в съживяването на език е случаят с маори, известен също на маорски: te reo Māori . Това е езикът на предците на местното население маори в Нова Зеландия и се ползва за разказ в проза, изпята поезия и генеалогичен рецитал.  Историята на маорския народ се преподава на маорски в свещени домове чрез устно предаване. Дори след като маори става писмен език, устната традиция остава непокътната. 
След началото на европейската колонизация биват приети множество закони насърчаващи използването на английски вместо маорски сред коренното население.  Законът за образованието от 1847 г. задължава училищното обучение да е на английски език и създава пансиони, за да ускори асимилацията на младежите маори в европейската култура. Законът за местните училища от 1858 г. забранява маори да се говори в училищата.
През 70-те години на миналия век група млади маори наречени Нга Таматоа, успешно провеждат кампании за връщането на маори в училищата.  Също така се създадават Коханга Рео, предучилищни заведения на маорски език, наречени езикови гнезда.  Акцентът е върху обучението на децата на езика в ранна възраст. Комисията за маорски език се създава през 1987 г., което води до редица национални реформи, насочени към съживяването на езика.  Те включват медийни програми, излъчвани на маорски език, програми на бакалавърски степени, преподавани на маорски език, и годишна седмица на маорския език. Всяко iwi (племе) създава програма, съобразена със специфичните им обстоятелства. Тези усилия водят до постоянно нарастване на децата, които изучават маорски език в училищата от 1996 г. насам 

#### Хавайски език
На шест от седемте обитаеми острова на Хаваите хавайският език е изместен от английския и не се използва като ежедневен език за комуникация. Единственото изключение е Ни'ихау, където хавайският никога не е бил застрашен и все още се използва всекидневно. Усилията за съживяване на езика се увеличават през последните десетилетия. Училищата за „потапяне“ в хавайски език са отворени за деца, чиито семейства искат да запазят хавайския език в следващото поколение. Местната национална радиостанция има кратък сегмент, озаглавен „Хавайска дума на деня“. Освен това неделните издания на Honolulu Star-Bulletin и неговия наследник, Honolulu Star-Advertiser, съдържат кратка статия, наречена Kauakūkalahale, написана изцяло на хавайски от студент. 

## Усилия за съживяване
Усилията за съживяване на езика продължават по целия свят. Екипите за съживяване използват модерни технологии, за да увеличат контакта с местните езици и да запишат традиционните знания .

### Мексико
В Мексико езикът на хората мищеки до голяма степен се върти около взаимодействието между климата, природата и какво означава това за техния поминък. Програмата на ЮНЕСКО LINKS (Местни и местни знания) наскоро претърпя проект за създаване на речник на термините и фразите на мищеките, свързани с климата. ЮНЕСКО вярва, че традиционните познания на мищеките чрез тяхната дълбока връзка с метеорологичните явления могат да дадат представа за начините за справяне с изменението на климата. Тяхното намерение при създаването на речника е да „улесни дискусиите между експерти и носители на традиционни знания“. 

### Канада
В Канада проектът Wapikoni Mobile пътува до местни общности и предоставя уроци по правене на филми. Лидерите на програмата пътуват из Канада с мобилни аудиовизуални производствени единици и имат за цел да предоставят на местните младежи начин да се свържат с тяхната култура чрез филмова тема по техен избор. Проектът Уапикона изпраща своите филми на събития по целия свят като опит за разпространение на местната култура и език. 

### Чили
Десет процента от младежите на Рапа Нуи ( Великденския остров ) учат едноименния си майчин език. Останалата част от общността използва испански, за да комуникира с външния свят и да поддържа своята туристическа индустрия. Чрез сътрудничество между ЮНЕСКО и чилийската Corporación Nacional de Desarrollo Indigena бива създаден отделът за език и култура на Рапа Нуи в училището Лоренцо Баеза Вега. От 1990 г. отделът създава образователни текстове за начално ниво на образование на езика Рапа Нуи . През 2017 г. е създадена и неправителствена организация Нид Рапа Нуе с цел създаване на училище, в което се преподава изцяло на Рапа Нуи. 

## Ползи за здравето от съживяването на езика
Ревитализацията на езика е свързана с повишени здравни резултати за местните общности, участващи във възстановяването на традиционния език. Ползите варират от подобрено психично здраве за членовете на общността, увеличаване на връзката с културата, идентичността и чувството за цялост. Местните езици са основен елемент във формирането на идентичност, осигурявайки пътища за културно изразяване, представителство, духовна връзка и връзка с предците.  Счита се, че връзката с културата играе важна роля в детското развитие  и е право по конвенцията на ООН.  Много е писано за връзката между идентичност и култура, която е неразривно преплетена в местните култури по света. Тъй като колонизацията и последващото лингвоубийство биват извършени чрез империалистични политики, съживяването на езика може също да играе важна роля в противодействието на причинена травма между поколенията. 
Едно проучване в общността Барнгарла в Южна Австралия разглежда холистично положителните ползи от възстановяването на езика, заздравяването на умствени и емоционални белези и изграждането на връзки с общността и страната, които са в основата на здравето и чувството за „пълнота“. Проучването установи, че връзката на народите барнгарла с техния език е силен компонент за развитието на силна културна и лична идентичност; хората са толкова свързани с езика, колкото и с културата, а културата е ключова за тяхната идентичност.  Друго проучване в Нов Южен Уелс върху народа <i>уарлпири</i> отразява езика като живот, че оцеляването на езика е свързано с оцеляването на общността.  Възраждането на езика е тясно свързано с преодоляването на чувствата на срам и страх, които са довели до негативи в миналото, когато говоренето на традиционен език е криело опасност да бъдеш отстранен от семейството и общността. Възстановяването на езика е форма на овластяване и изгражда силни връзки между общността и целостта. 

## Критика
Джон Макуортър твърди, че програмите за съживяване на местните езици рядко ще бъдат много ефективни поради свързаните с тях практически трудности. Той също така твърди, че смъртта на един език не означава непременно смърт на една култура. Местното изразяване все още е възможно дори когато оригиналният език е изчезнал, както е с индианските групи и както се вижда от жизнеността на черната американска култура в Съединените щати, сред хора, които говорят не йоруба, а английски. Той твърди, че смъртта на езика, по ирония на съдбата, е знак за миграция на изолирани досега народи и споделяне на пространство: „Запазването на различни езици през поколенията се случва само сред необичайно упорита самоизолация – като тази на амишите – или брутална сегрегация“.
Кенан Малик също твърди, че е „ирационално“ да се опитваме да запазим всички езици по света, тъй като смъртта на език е естествена и в много случаи неизбежна, дори и с намеса. Той предполага, че смъртта на езика подобрява комуникацията, като гарантира, че повече хора говорят един и същ език. Това може да е от полза за икономиката и да намали конфликтите.  
Защитата на малцинствените езици от изчезване често не е грижа за говорещите доминиращия език. Често има предразсъдъци и умишлено преследване на малцинствените езици, за да се присвои културният и икономически капитал на малцинствените групи.  В други случаи правителствата смятат, че цената на програмите за съживяване и създаването на лингвистично различни материали е твърде висока.

### Дигитални проекти и хранилища
- Lingua Libre − свободен онлайн инструмент, използван за записване на думи и фрази на всеки език (хиляди записи вече са направени на застрашени езици като Atikamekw, окситански, баски, каталонски, и всички те са достъпни в Wikimedia Commons )
- Tatoeba съдържа примерни изречения с преводи на десетки застрашени езици, включително беларуски, бретонски, баски и корнуолски . [103]
- Живият архив на аборигенските езици – съдържа произведения на застрашени езици от Северната територия, Австралия

### Организации
- Фондация за застрашени езици
- Езиковата консервация
- Pūnana Leo, хавайски езикови училища
- Ресурсна мрежа за езиково многообразие
- Култура Ванин, манска галска езикова организация
- SIL International

## Допълнителна информация
- Grenoble, LA и Whaley, LJ (1998). Застрашени езици: загуба на език и реакция на общността . Cambridge University Press. (ISBN 0-521-59712-9 )
- Nettle, D. и Romaine, S. (2000). Изчезващи гласове . Oxford University Press. (ISBN 0-19-515246-8 )
- Reyhner, J. (ред.) (1999). Съживяване на местните езици . Флагстаф, Аризона : Университет на Северна Аризона, Център за високи постижения в образованието. (ISBN 0-9670554-0-7 )
- Бастардас-Боада, А. (2019). От промяна на езика към съживяване и устойчивост на езика. Комплексен подход към лингвистичната екология . Барселона: Edicions de la Universitat de Barcelona. (ISBN 978-84-9168-316-2 )

### Организации
- Първи езици Австралия
- Проект „Трайни гласове“ Архив на оригинала от 2010-10-12 в Wayback Machine., National Geographic
- Институт за застрашени езици Living Tongues
- Проект за застрашени езици на Ханс Раузинг
- Проект на Google за застрашени езици
- Четвърто международно лятно училище 3L
- Ресурсна мрежа за езиково многообразие
- Проект за световна устна литература, Гласове на изчезващи светове

### Канада
- RPM YouTube Playlist – „Revitalization“ //  RPM.fm.    Архивиран от оригинала на 2012-07-20. Посетен на 2012-08-08.

### Съединени щати
- Документиране на застрашени езици, Документиране на застрашени езици (DEL) (Архивирана програма) Национална научна фондация
- Общество за развитие на местните езици на Съединените щати Архив на оригинала от 2012-02-27 в Wayback Machine., (Savius.org)
- Програми, свързани с възраждането на родния език на Аляска (ANL).

#### Калифорния
- Защитници на оцеляването на местния калифорнийски език
- Институт за местни езици Архив на оригинала от 2012-05-17 в Wayback Machine.
- Live Your Language Alliance (LYLA) „Желанието на Live Your Language Alliance е да чува и говори традиционните езици на Tolowa, Karuk, Yurok, Hupa, Tsnungwe, Wiyot, Mattole и Wailaki .“

### Технологии
- Записване на по-възрастни/носител на езика, практически съвети за запис на глас за непрофесионалисти
- Изучаване на местни езици на Nintendo
- Изпращане на съобщения на застрашени езици Архив на оригинала от 2017-05-25 в Wayback Machine.
- Приложения за чат на застрашени езици на първите нации
- Документация на DOBES за застрашени езици

### Техники
- Pointers on How to Learn Your Language
- Do-it-yourself grammar and reading in your language, Breath of Life 2010 presentations
- Language Hunters
- Where Are Your Keys
- Lost Words – The Documentary Архив на оригинала от 2014-06-27 в Wayback Machine.

|  | Тази страница частично или изцяло представлява превод на страницата Language revitalization в Уикипедия на английски. Оригиналният текст, както и този превод, са защитени от Лиценза „Криейтив Комънс – Признание – Споделяне на споделеното“, а за съдържание, създадено преди юни 2009 година – от Лиценза за свободна документация на ГНУ. Прегледайте историята на редакциите на оригиналната страница, както и на преводната страница, за да видите списъка на съавторите. ВАЖНО: Този шаблон се отнася единствено до авторските права върху съдържанието на статията. Добавянето му не отменя изискването да се посочват конкретни източници на твърденията, които да бъдат благонадеждни. |